# Loch Lomond, Algoma District
Loch Lomond är en sjö i Kanada.   Den ligger i provinsen Ontario, i den sydöstra delen av landet, 700 km väster om huvudstaden Ottawa. Loch Lomond ligger 368 meter över havet. Den ligger vid sjön Dog Lake.
I omgivningarna runt Loch Lomond växer i huvudsak blandskog. Trakten runt Loch Lomond är nära nog obefolkad, med mindre än två invånare per kvadratkilometer.